# Tagelus divisus
Tagelus divisus är en musselart som först beskrevs av Lorenz Spengler 1794.  Tagelus divisus ingår i släktet Tagelus och familjen Solecurtidae. Inga underarter finns listade i Catalogue of Life.